# رود براون
رود براون (بالإنجليزية: Rod Brown) مواليد 9 سبتمبر 1978 في دالاس، هو لاعب كرة سلة بريطاني. بدأ مسيرته الاحترافية في سنة 2000. يلعب في دوري كرة السلة البريطاني كلاعب هجوم خلفي. يحمل الرقم 6. يبلغ طوله 6 قدم 1 بوصة (1.9 م).

## المسيرة الاحترافية
لعب مع تشيشير فونيكس في سنة 2003، ثم لعب مع منورقة لكرة السلة في الدوري الإسباني في موسم 2006–2007، ثم لعب مع سان سباستيان غيبوثكوا بي سي في سنة 2008، ثم لعب مع أماتوري أوديني في موسم 2009–2010.

## روابط خارجية
- رود براون على موقع الدوري الإسباني لكرة السلة (الإسبانية)
- رود براون على موقع كرة السلة الأوروبية.كوم (الإنجليزية)
- رود براون على موقع DraftExpress.com (الإنجليزية)
- رود براون على موقع كلية كرة السلة في سبورتس رفرنس.كوم (الإنجليزية)
- رود براون على موقع ريلجم (الإنجليزية)
- رود براون على موقع بروبوليرز (الإنجليزية)
- رود براون على موقع سبورتس رفرنس (الإنجليزية)